# Saganaki

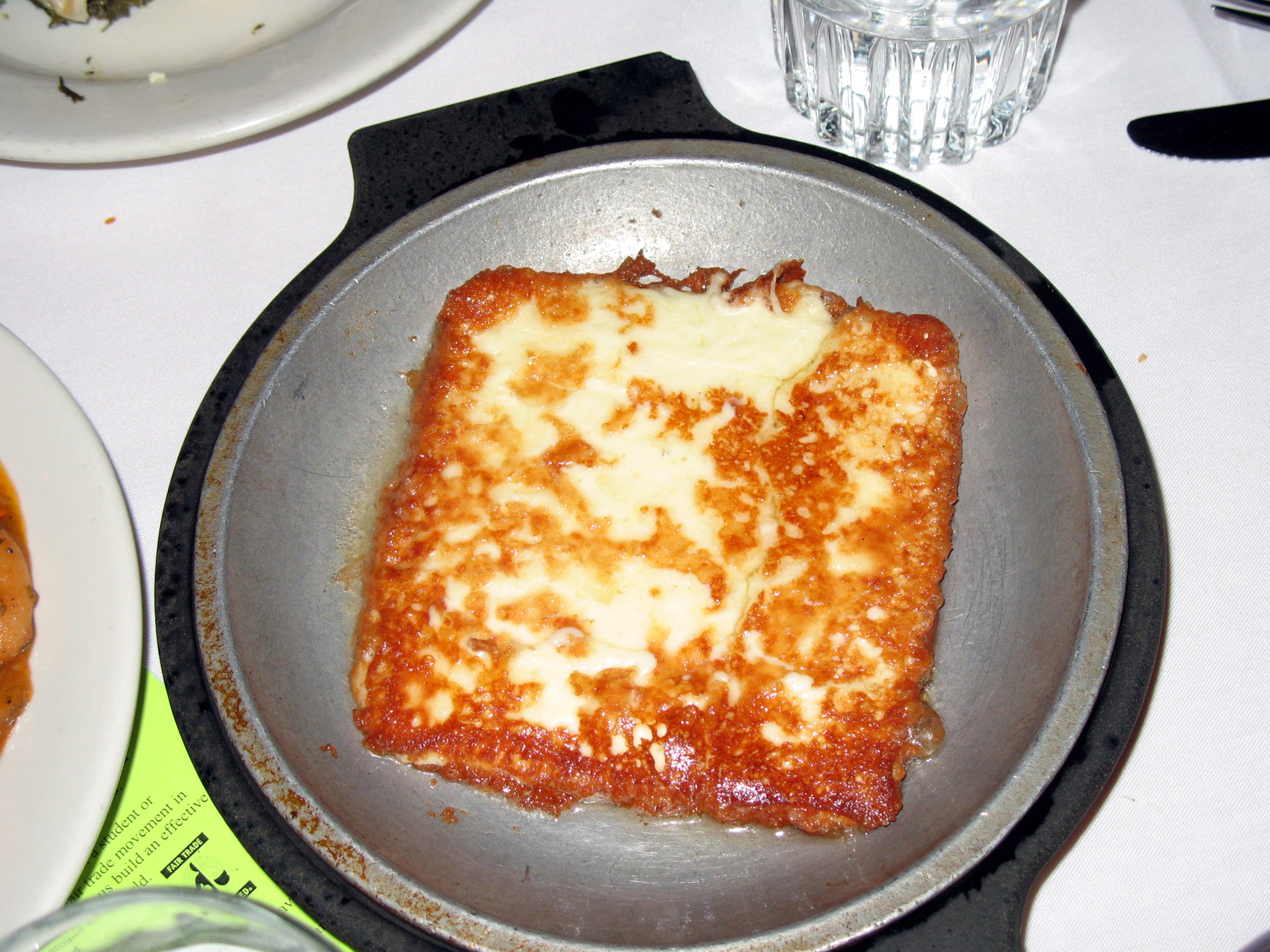
Saganaki para servir.

Na culinária da Grécia, saganaki (em grego: σαγανάκι) é uma das refeições preparadas com uso de uma frigideira pequena, geralmente envolvendo queijo frito.

## Etimologia
As receitas foram nomeadas em função da frigideira na qual são preparadas, denominadas saganaki, forma diminutiva de sagani, um tipo de frigideira com dois cabos, por si uma palavra cuja origem é turca: sahan (prato de cobre), esta última oriunda do árabe صحن (ṣaḥn).

## Descrição
Os tipos de queijo normalmente usados para fazer saganaki são graviera, kefalograviera, halloumi, kasseri, kefalotyri ou feta. Variações regionais incluem o uso do queijo formaela em Arachova e halloumi em Chipre. O queijo é fundido em uma pequena frigideira até produza bolhas, geralmente servido com sumo de limão e pimenta e comido com pão.
Outras receitas com saganaki incluem: saganaki de camarão (em grego:  γαρίδες σαγανάκι, garídes saganáki) e saganaki de mexilhões (em grego:  μύδια σαγανάκι, mýdia saganáki), tradicionalmente baseadas com queijo feta com uso de molho de tomate apimentado.
Em muitos restaurantes norte-americanos e canadenses, após passar na frigideira o queijo é flambado na mesa (às vezes aos gritos de "opa!") e em seguida as chamas são apagas com um jato de sumo de limão fresco. Essa preparação recebe o nome de "flaming saganaki" (saganaki flamejante) e aparentemente originou-se me 1968 no restaurante Parthenon no bairro de Greektown em Chicago, baseada na sugestão de um freguês ao proprietário Chris Liakouras.